# Francis Leke, 1. Earl of Scarsdale

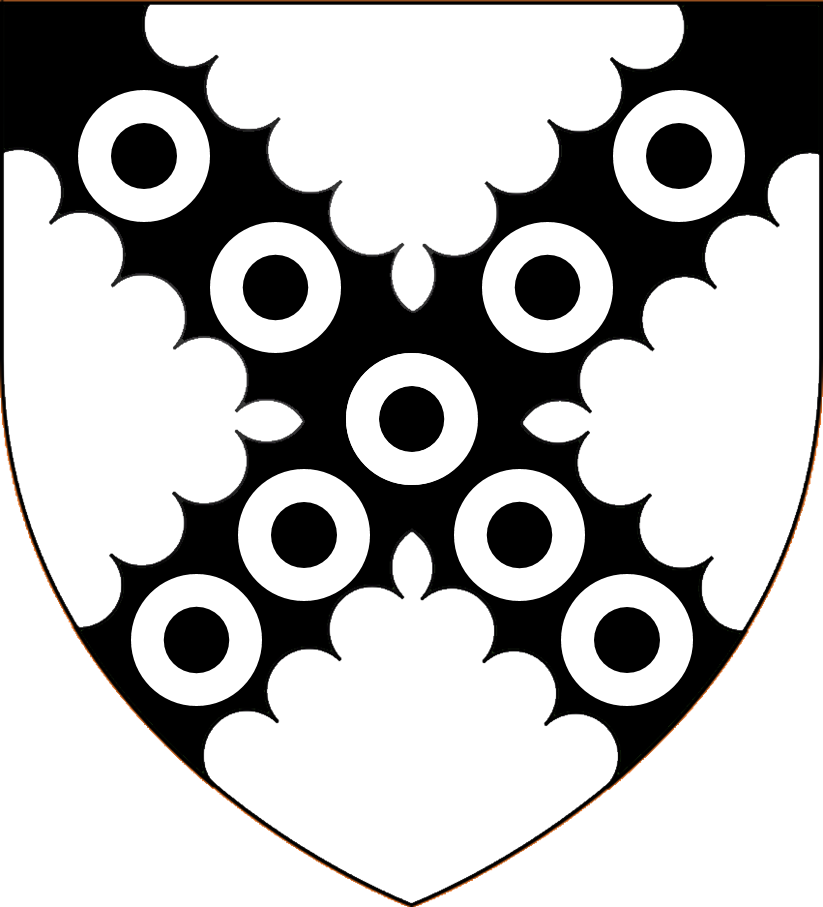
Wappen des Francis Leke, 1. Earl of Scarsdale

Francis Leke, 1. Earl of Scarsdale (* vor 1581; † 9. April 1665) war ein englischer Adliger und Politiker.

## Leben
Er war der Sohn und Erbe des Sir Francis Leke, Gutsherr von Sutton in Scarsdale in Derbyshire, aus dessen erster Ehe mit Frances Swift, Tochter und Teilerbin des Robert Swift, Gutsherr von Bayton in Yorkshire.
1601 wurde er als Knight of the Shire für Derbyshire ins englische House of Commons gewählt. Um 1604 wurde er zum Knight Bachelor geschlagen und diente als Sheriff von Derbyshire. Am 22. Mai 1611 wurde ihm in der Baronetage of England der erbliche Adelstitel Baronet, of Sutton in the County of Derby, verliehen. Am 26. Oktober 1624 wurde er in der Peerage of England zum Baron Deincourt, of Sutton in the County of Derby, erhoben und wurde dadurch Mitglied des House of Lords. Im Englischen Bürgerkrieg stand er auf der Seite der Royalisten und wurde am 11. November 1645 in der Peerage of England zum Earl of Scarsdale erhoben.

## Ehe und Nachkommen
Am 16. September 1607 hatte er Anne Cary (1585–vor 1660), Schwester des Henry Cary, 1. Viscount of Falkland, geheiratet. Mit ihr hatte er fünf Söhne und sechs Töchter
- Hon. Francis Leke († 1646);
- Nicholas Leke, 2. Earl of Scarsdale (1612–1681) ⚭ 1653 Lady Frances Rich († 1692), Tochter des Robert Rich, 2. Earl of Warwick;
- Hon. Edward Leke (⚔ im Bürgerkrieg);
- Hon. Charles Leke (⚔ im Bürgerkrieg);
- Hon. Henry Leke († unverheiratet);
- Lady Anne Leke ⚭ Henry Hildyard, Gutsherr von Winestead in Yorkshire;
- Lady Catherine Leke ⚭ Cuthbert Morley;
- Lady Elizabeth Leke († unverheiratet);
- Lady Muriel Leke († unverheiratet);
- Lady Frances Leke († 1682) ⚭ Jenico Preston, 7. Viscount Gormanston;
- Lady Penelope Leke († nach 1705) ⚭ Charles Lucas, 2. Baron Lucas.

Als er 1665 starb, erbte sein zweitgeborener Sohn Nicholas seine Adelstitel.